# سیارک ۲۰۴۹
سیارک ۲۰۴۹ (به انگلیسی: 2049 Grietje، نامگذاری:1973SH) دو هزار و چهل و نهمین سیارک کشف شده‌است که در ۲۹ سپتامبر ۱۹۷۳ کشف شد.
قدر مطلق سیارک برابر ۱۴٫۹۰ است.